# Dalvik
Dalvik es la máquina virtual que utiliza la plataforma para dispositivos móviles Android. Dalvik ha sido diseñada por Dan Bornstein con contribuciones de otros ingenieros de Google.
La Máquina Virtual Dalvik (DVM) permite ejecutar aplicaciones programadas en Java. La DVM no afirma ser una máquina virtual de java (JVM) debido a que le ocasionaría problemas de licenciamiento, sin embargo cumple ese propósito. La mayoría de los programas escritos en Java 5 pueden correr sobre la DVM.
DVM sacrifica la portabilidad que caracteriza a Java para poder crear aplicaciones con un mejor rendimiento y menor consumo de energía, estas dos características son extremadamente importantes en dispositivos móviles, debido a que la capacidad de las baterías en estos dispositivos es limitada.
DVM está optimizada para requerir poca memoria y está diseñada para permitir ejecutar varias instancias de la máquina virtual simultáneamente, delegando en el sistema operativo subyacente el soporte de aislamiento de procesos, gestión de memoria e hilos.
A menudo Dalvik es nombrada como una máquina virtual Java, pero esto no es estrictamente correcto, ya que el bytecode con el que opera no es Java bytecode. Sin embargo, la herramienta dx incluida en el SDK de Android permite transformar los archivos Class de Java compilados por un compilador Java al formato de archivos Dex.
El nombre de Dalvik fue elegido por Bornstein en honor a Dalvík, un pueblo de Eyjafjörður, Islandia, donde vivieron antepasados suyos. Desde la versión 5.0 del sistema operativo Android (Lollipop), Dalvik fue sustituida por ART.